# Euclystis subtremula
Euclystis subtremula là một loài bướm đêm trong họ Erebidae.